# Eva Dobos
Pour les articles homonymes, voir Dobos.
Eve Angel, de son vrai nom Éva Dobos, née le 19 mai 1983 à Budapest, est une ancienne actrice pornographique, actrice de cinéma et mannequin glamour hongroise.

## Biographie
Eve Angel est devenue modèle à l'âge de 18 ans et a posé dans de nombreux magazines, dont Penthouse (édition allemande de mai 2004 et hongroise de juillet 2003) et Playboy (éditions spéciales en 2004, 2005, 2006).
Ses premières scènes étaient principalement hétérosexuelles, maintenant elle ne tourne plus que des scènes avec des femmes ne voulant plus tourner de scène avec des hommes.
Elle se définit également lesbienne dans sa vie privée.

## Récompenses
- 2009 : AVN Award Performeuse étrangère de l'année (Female Foreign Performer of the Year)[1]

## Filmographie

### Pornographique
- 2001 : Private Casting X 31: Hot Sylvia
- 2001 : Hustler XXX 9
- 2002 : Orgy World 3
- 2002 : Hustler Platinum 4: Arsenic 1
- 2002 : Campus Confessions 1
- 2002 : Hustler: Anal Intensive 1
- 2003 : Young Lesbian Lust 1
- 2003 : Young Lesbian Love
- 2003 : Private Gold 57: Big Member
- 2003 : Nakadashi Special 11: Eva & Monica
- 2003 : Mr. Beaver Checks in 17
- 2003 : Legal Skin 11
- 2003 : Junior College Girls
- 2003 : Bubblegum Babes 5
- 2003 : North Pole #40
- 2003 : Sex, Wives & Videotape
- 2003 : The Best by Private 44: Anal Lolitas
- 2003 : Private Reality No. 19: Beds of Sin
- 2003 : Pink Velvet: The Innocence of Lesbian Love
- 2004 : White-Hot Nurses 3
- 2004 : Sandy's Girls 2
- 2004 : Pleasures of the Flesh 7
- 2004 : My Dear Eve
- 2004 : LesBabez
- 2004 : Girl + Girl No. 8
- 2004 : Fetishworlds 07 Flexigirls Nude: Dance for You
- 2004 : Bubblegirls: Eve Shoot Two
- 2004 : Bubblegirls: Eve Shoot One
- 2004 : Eve: Superglam.com Girls Volume 1
- 2004 : Yo puta
- 2004 : Triple
- 2004 : Room Service
- 2004 : Club Hardcore All Stars
- 2004 : Eve's Adventures
- 2004 : Six Days with Vera: Volume Two
- 2004 : Six Days with Vera: Volume One
- 2004 : Girl on Girl
- 2005 : Young Girls' Fantasies 9
- 2005 : She Licks Girls
- 2005 : Secrets
- 2005 : In the Crack 061: Eve
- 2005 : Girls on Girls 4
- 2005 : Eva & Mia Stone Lesbian Sex
- 2005 : Viv's Dream Team
- 2005 : The Ultimate Hardcore Collection 2
- 2005 : Pink Velvet 3: A Lesbian Odyssey
- 2005 : The Art of Kissing
- 2005 : All About Eve
- 2005 : Sandy's Club Vol. 1
- 2005 : Lesbian Lust Volume 1: Superglam.com Lesbians
- 2005 : The Cum Shot Collection
- 2006 : Xmas Event
- 2006 : Hot Slots 1
- 2006 : Girl on Girl 2
- 2006 : ALS DVD #90: Eve Angel - Part 1
- 2006 : Lesglam Four
- 2006 : The Art of Kissing 2
- 2006 : Loaded: The Pissing & Fisting Adventure
- 2007 : Supreme Hardcore 2
- 2007 : The Platinum Collection: UK vs Europe
- 2007 : Lesbian Heat
- 2007 : Hole in Two
- 2007 : Give Me Pink 2
- 2007 : Girls on Girls 12
- 2007 : Inside Peaches
- 2007 : Lick Land
- 2007 : Club DVD Vol. 2 No. 2
- 2007 : Sex with Eve Angel
- 2008 : Girl on Girl 3
- 2008 : Unfaithful: Part IV
- 2008 : Russian Institute 10: Holidays
- 2008 : Private Blockbusters 2: DownWard Spiral
- 2008 : Playgirl: Titillating Temptations
- 2008 : My Evil Sluts
- 2008 : Give Me Pink 4
- 2008 : Club Girls Lesbian
- 2008 : Girl on Girl 4
- 2009 : Sex with Sandra Shine
- 2009 : Private Lesbian 10: Taste My Lips
- 2009 : Lesbian Encounters
- 2013 : Club Pink Velvet: Filling The Slots
- 2013 : Club Pink Velvet: Lesbian Heaven
- 2014 : Provocative Moods
- 2014 : Models Unleashed
- 2014 : Gina's Harem
- 2014 : Fantasy Encounters
- 2014 : Discreet Service
- 2015 : Eve Angel's Strap-on Sluts
- 2015 : Melanie Memphis: The Wild Hungarian Beauty
- 2015 : Sweet Taste of You
- 2016 : Lesbian Secret Desires 3
- 2016 : Stewardess's Fantasies
- 2017 : Double Delights

### Non pornographique
- 2004 : Yo, puta de María Lidón
- 2005 : 8 mm 2 : Perversions fatales (8MM 2) de Joseph S. Cardone : une prostituée (non créditée)
- 2011 : Cat Run de John Stockwell : une prostituée (non créditée)
- 2013 : Isteni műszak de Márk Bodzsár : Sziszi